# Juan Goytisolo

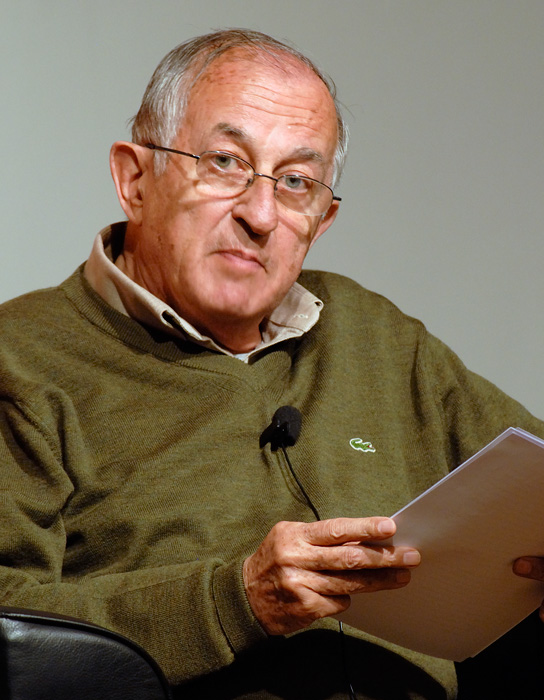
Juan Goytisolo (2008)

Juan Goytisolo [xu̯an gɔi̯tiˈsɔlɔ] (* 5. Januar 1931 als Juan Goytisolo Gay in Barcelona; † 4. Juni 2017 in Marrakesch) war ein spanischer Journalist und Schriftsteller.

## Leben
Juan Goytisolo wurde 1931 als Sohn einer wohlhabenden Familie in Barcelona geboren. Der Dichter José Agustín (1928–1999) und der Schriftsteller Luis Goytisolo (* 1935) sind seine Brüder. Sieben Jahre nach Juans Geburt starb seine Mutter Julia Gay im März 1938 bei einem Bombenangriff durch die italienische Aviazione Legionaria. Diese griff von der Insel Mallorca aus im Verlauf des spanischen Bürgerkriegs, der zu der Zeit bereits zwei Jahre andauerte, Städte an der Ostküste Spaniens an. Während des Franco-Regimes verbrachte Goytisolo ab 1956 einen großen Teil seines Lebens im selbst gewählten Exil in Frankreich, wo er Vertreter des Nouveau Roman und der Gruppe Tel quel kennenlernte und sich vom großbürgerlichen Milieu der Familie distanzierte.
Juan Goytisolo besuchte ab 1939 ein Jesuitengymnasium und studierte von 1948 bis 1953 Jura, ohne das Studium jedoch abzuschließen. In dieser Zeit wandte er sich vom katholischen Glauben ab und schrieb noch im selben Jahr seinen ersten Roman, der allerdings unveröffentlicht blieb. Bis 1956 unternahm Goytisolo mehrere Reisen nach Paris, bevor er seinen Militärdienst begann. Um einer Lektoratstätigkeit im Verlag Gallimard nachzugehen, zog er ein Jahr später nach Paris und setzte sich dort für die Verbreitung der spanischen Literatur in Frankreich ein. Von 1961 bis 1964 reiste er viel umher, so zum Beispiel nach Nordafrika, Kuba und in den Nahen Osten. Zwischen 1969 und 1975 unterrichtete er Literatur an der Universität von Kalifornien, in Boston und New York. Bereits 1963 war Juan Goytisolo einer der erfolgreichsten Schriftsteller und ein aktiver Zeitungsschreiber im Ausland, woran sich kurze Zeit später seine Tätigkeit als freier Schriftsteller anschloss.
Juan Goytisolo machte sich mit seinen Romanen nicht nur als Literat einen Namen, sondern bezog als kritischer, engagierter Geist auch vielfach zu politischen Themen in Form von Essays und Reportagen Stellung. Seine Bücher waren von 1963 bis zum Tod Francos 1975 in Spanien verboten. Goytisolo übte scharfe Kritik am traditionellen Spanienbild. Der Autor lebte in Marrakesch, direkt am Djemaa el Fna, einem Marktplatz, der in das UNESCO-Welterbe aufgenommen wurde. Goytisolo setzte sich maßgeblich für diese Entscheidung ein. Weiterhin lebte er in Frankreich und Spanien. Während des Balkankonflikts hat er den Überlebenskampf der bosnischen Muslime von Sarajevo aus schreibend unterstützt.
Der spanische Staat hat 2011 von Goytisolo die Notizen und Manuskripte zu seinen Werken ab 1980 erworben, die im Allgemeinen Verwaltungsarchiv in Alcalá de Henares aufbewahrt werden.
2014 wurde Goytisolo mit einem der angesehensten Literaturpreise der spanischsprachigen Welt, dem Cervantespreis, ausgezeichnet. Juan Goytisolo starb im Juni 2017 im Alter von 86 Jahren in Marrakesch an den Folgen eines Schlaganfalls.

## Werk
Seine ersten Romane waren Juegos de manos (1954) und Duelo en el paraíso (1955), welche Tendenzen des sozialen Realismus der 50er Jahre aufzeigen. Die darauffolgenden Romane, El circo (1957), Fiestas (1958) und La resaca (1958), eine Trilogie, spiegeln ein anti-(spieß)bürgerliches Gedankengut wider, das sich auch in seinen Texten Problemas de la novela (1959) und Campos de Níjar (1960) wiederfindet.
Goytisolos Hauptwerk ist eine von Américo Castros (Spanien: Vision und Wirklichkeit, 1948/1953) Geschichtsbild beeinflusste Romantrilogie, bestehend aus den Romanen Señas de identidad (dt. Identitätszeichen, Suhrkamp 1978, ISBN 3-518-02942-8), Reivindicación del Conde don Julián (dt. Rückforderung des Conde don Julián, Suhrkamp 1976, ISBN 3-518-02941-X) und Juan sin Tierra (dt. Johann ohne Land, Suhrkamp 1981, ISBN 3-518-02943-6). Señas de identidad aus dem Jahr 1966 ist eines der berühmtesten und bedeutendsten Werke der spanischen Literatur. Die Trilogie ist durchwirkt von religiösen Auseinandersetzungen, wie Goytisolo sie zumal in den Werken von José Maria Blanco White fand. Als Frucht seiner Lektüre von Blanco White entstand in den frühen 1970er Jahren das heute noch brisante Werk Obra inglesa de Blanco White.
Weitere Werke Goytisolos sind El problema del Sahara (1979), Crónicas sarracinas (1981), Estambul otomano (1989) und der Roman Makbara (1979), die das Interesse Goytisolos am Maghreb und der arabischen Kultur belegen. Wie einen Wesenszug seiner eigenen Identität vereinte der Schriftsteller Ironie und Humor, Eigenschaften, die in dem Roman Paisaje después de la batalla (1982) und in der Autobiografie Coto vedado (1985) aufscheinen. Außerdem verfasste er Las virtudes del pájaro solitario (1988), La cuarentena (1991) und Las semanas del jardín (1988). Seine Zeitungsartikel wurden in Disidencias (1977) und Contracorrientes (1986) zusammengefasst. Goytisolo verfasste eine Autobiografie in zwei Bänden, die in der Übersetzung durch Eugen Helmlé auf Deutsch 1994 bzw. 1995 unter den Titeln Jagdverbot und Die Häutung der Schlange erschienen. Insbesondere in der Häutung der Schlange wird von Goytisolo auch seine langjährige Partnerschaft und Ehe mit der französischen Schriftstellerin Monique Lange (1926–1996), die er 1956 bei Gallimard kennengelernt hatte, sowie seine spät akzeptierte Homosexualität thematisiert, die für ihn stark mit der Entdeckung des arabischen Kulturraums in Verbindung stand.
Zu Goytisolos Reise- und Essaybänden zählen die Notizen aus Sarajewo aus der Zeit von 1992 bis 1993, die 1993 in deutscher Sprache im Suhrkamp-Verlag, Frankfurt am Main, veröffentlicht wurden (ISBN 3-518-11899-4).

## Engagement
Sein 1980 veröffentlichter Roman Makbara trägt im Titel das arabische Wort für Friedhof. Zum einen handelt es sich bei dem Romantitel um eine Verbeugung vor Jean Genet, der auf dem spanischen Friedhof im marokkanischen Larache beigesetzt wurde und mit dem er befreundet war. Mit Genet teilte er auch die Verbundenheit mit der arabischen Welt und wie dieser sah er sich als kritischer Vermittler zwischen der westlichen und der arabischsprachigen Welt.
Goytisolo wies darauf hin, dass „seit den tastenden Anfängen unserer spanischen Sprache (...) der Muslim immer der Spiegel gewesen ist, in dem wir uns auf eine bestimmte Weise reflektiert finden, ein äußeres Bild von uns, das uns hinterfragt und beunruhigt.“
Seinem Wunsch entsprechend wurde Goytisolo ebenfalls auf dem Friedhof in Larache, an der Seite Genets, mit Blick auf das Meer begraben.

## Werke auf Deutsch
- Trauer im Paradies. Roman. Übers. von Gerda von Uslar. Rowohlt, Hamburg 1958
- Die Falschspieler. Roman. Übers. von Gerda von Uslar, Nachwort von M. E. Coindreau. Rowohlt, Hamburg 1958 (auch Dt. Buch-Gemeinschaft 1956)
- Das Fest der anderen. Roman. Übers. von Gerda von Uslar. Rowohlt, Reinbek 1960
- Sommer in Torremolinos. Roman. Übers. von Gerda von Uslar. Rowohlt, Reinbek 1963; NA: Wagenbach, Berlin 2002
- Strandgut. Roman. Übers. von Ana Maria Brock. Aufbau-Verlag, Berlin und Weimar 1965
- Spanische Gewissenserforschung. Übers. von Susanne Felkau. Langewiesche-Brandt, Ebenhausen 1966
- Spanien und die Spanier. Übers. von Fritz Vogelgsang. Bucher, Luzern und Frankfurt am Main 1969
- Rückforderung des Conde don Julián. Roman. Übers. von Joachim A. Frank, Nachwort von Carlos Fuentes. Suhrkamp, Frankfurt am Main 1976
- Spanien. Texte: Juan Goytisolo und Fritz René Allemann, Photos: Peter Christopher. Bucher, Luzern und Frankfurt am Main 1978
- Identitätszeichen. Roman. Übers. von Joachim A. Frank. Suhrkamp, Frankfurt am Main 1978
- Johann ohne Land. Roman. Übers. von Joachim A. Frank, Nachwort von Karsten Garscha. Suhrkamp, Frankfurt am Main 1981
- Dissidenten. Essays. Übers. von Joachim A. Frank. Suhrkamp, Frankfurt am Main 1984
- Landschaften nach der Schlacht. Roman. Übers. von Gisbert Haefs. Suhrkamp, Frankfurt am Main 1990
- Quarantäne. Essay. Übers. von Thomas Brovot. Suhrkamp, Frankfurt am Main 1993
- Notizen aus Sarajewo. Übers. von Maralde Meyer-Minnemann. Suhrkamp, Frankfurt am Main 1993
- Jagdverbot. Eine spanische Jugend. Autobiografie. Übers. von Eugen Helmlé. Hanser, München und Wien 1994
- Ein algerisches Tagebuch. Übers. von Thomas Brovot. Suhrkamp, Frankfurt am Main 1994
- Weder Krieg noch Frieden. Palästina und Israel heute. Übers. von Thomas Brovot. Suhrkamp, Frankfurt am Main 1995
- Engel und Paria. Roman. Übers. von Thomas Brovot. Suhrkamp, Frankfurt am Main 1995
- Die Häutung der Schlange. Ein Leben im Exil. Autobiografie. Übers. von Eugen Helmlé. Hanser, München und Wien 1995
- Landschaften eines Krieges: Tschetschenien. Übers. von Thomas Brovot. Suhrkamp, Frankfurt am Main 1996
- Gaudí in Kappadokien. Türkische Begegnungen. Übers. von Eugen Helmlé. Hanser, München und Wien 1996
- Die Marx-Saga. Roman. Übers. von Thomas Brovot. Suhrkamp, Frankfurt am Main 1996
- Das Manuskript von Sarajevo. Roman. Übers. von Thomas Brovot. Suhrkamp, Frankfurt am Main 1999
- Kibla – Reisen in die Welt des Islam. Übers. von Thomas Brovot und Christian Hansen. Suhrkamp, Frankfurt am Main 2000
- La Chanca. Übers. von Einar Schlereth. Jenior (Reihe Andalusien), Kassel 2001
- Gläserne Grenzen. Einwände und Anstöße. Essays. Übers. von Thomas Brovot und Christian Hansen. Suhrkamp, Frankfurt am Main 2004
- Der blinde Reiter. Roman. Übers. von Thomas Brovot. Suhrkamp, Frankfurt am Main 2006
- Reise zum Vogel Simurgh. Roman. Übers. von Thomas Brovot. Suhrkamp, Berlin 2012

## Auszeichnungen (Auswahl)
- 1993: Nelly-Sachs-Preis
- 2004: Juan-Rulfo-Literaturpreis
- 2008: Premio Nacional de las Letras Españolas
- 2014: Cervantespreis